# Jeff Malone
Jeffrey Nigel Malone (Mobile, 28 juni 1961) is een Amerikaans voormalig basketballer en basketbalcoach.

## Carrière
Malone speelde van 1979 tot 1983 collegebasketbal voor de Mississippi State Bulldogs. In de NBA draft van 1983 werd hij als tiende geselecteerd door de Washington Bullets en speelde er zeven seizoenen. In zijn eerste seizoen werd hij verkozen tot NBA All-Rookie Team en in 1986 en 1987 was hij een NBA All-Star. In 1990 werd hij geruild naar de Utah Jazz in een deal waarbij ook de Sacramento Kings betrokken waren. Andere speler in deze ruil waren Pervis Ellison, Bob Hansen, Eric Leckner en een aantal draftpicks.  
Na drie seizoenen en een half bij de Utah Jazz werd hij geruild naar de Philadelphia 76ers samen met een draftpick voor Sean Green, Jeff Hornacek en een draftpick. In januari 1996 werd zijn contract ontbonden bij de Philadelphia 76ers. In februari 1996 tekende hij tweemaal een tien dagen contract bij de Miami Heat om daarna voor de rest van het seizoen te tekenen bij de Miami Heat. Hij speelde in 1997 nog kort voor het Griekse Vizantinos Athlitikos Omilos.
In juli 1999 werd hij assistent-coach onder David Gaines bij de San Diego Stingrays waar hij in januari 2000 overnam als hoofdcoach. Na het stoppen van de ploeg aan het einde van het seizoen was hij hoofdcoach af. Hierna werd hij hoofdcoach van de Trenton Shooting Stars. In 2001 werd hij hoofdcoach van de Columbus Riverdragons tot in 2005. Van 2005 tot 2006 stond hij aan het hoofd van Florida Flame. 

## Erelijst
- NBA All-Rookie Team: 1984
- NBA All-Star: 1986, 1987
- Macon Sports Hall of Fame: 2002[2]
- Georgia Sports Hall of Fame: 2009[3]
- Mississippi Sports Hall of Fame: 2012[4]

## Statistieken

### Regulier seizoen
| Seizoen      | Team               | WG  | WS  | MPW  | 2P%  | 3P%  | FW%  | RPW | APW | SPW | BPW | PPW  |
| ------------ | ------------------ | --- | --- | ---- | ---- | ---- | ---- | --- | --- | --- | --- | ---- |
| 1983/84      | Washington Bullets | 81  | 2   | 24,4 | 44,4 | 32,3 | 82,6 | 1,9 | 1,9 | 0,3 | 0,2 | 12,1 |
| 1984/85      | Washington Bullets | 76  | 61  | 34,4 | 49,9 | 20,8 | 84,4 | 2,7 | 2,4 | 0,7 | 0,1 | 18,9 |
| 1985/86      | Washington Bullets | 80  | 80  | 37,4 | 48,3 | 17,6 | 86,8 | 3,6 | 2,4 | 0,9 | 0,2 | 22,4 |
| 1986/87      | Washington Bullets | 80  | 79  | 34,5 | 45,7 | 15,4 | 88,5 | 2,7 | 3,7 | 0,9 | 0,2 | 22,0 |
| 1987/88      | Washington Bullets | 80  | 80  | 33,2 | 47,6 | 41,7 | 88,2 | 2,6 | 3,0 | 0,6 | 0,2 | 20,5 |
| 1988/89      | Washington Bullets | 76  | 75  | 31,8 | 48,0 | 5,3  | 87,1 | 2,4 | 2,9 | 0,5 | 0,2 | 21,7 |
| 1989/90      | Washington Bullets | 75  | 74  | 34,2 | 49,1 | 16,7 | 87,7 | 2,7 | 3,2 | 0,6 | 0,1 | 24,3 |
| 1990/91      | Utah Jazz          | 69  | 69  | 35,7 | 50,8 | 16,7 | 91,7 | 3,0 | 2,1 | 0,7 | 0,1 | 18,6 |
| 1991/92      | Utah Jazz          | 81  | 81  | 36,1 | 51,1 | 8,3  | 89,8 | 2,9 | 2,2 | 0,7 | 0,1 | 20,2 |
| 1992/93      | Utah Jazz          | 79  | 59  | 32,4 | 49,4 | 33,3 | 85,2 | 2,2 | 1,6 | 0,5 | 0,1 | 18,1 |
| 1993/94      | Utah Jazz          | 50  | 50  | 33,1 | 48,8 | 50,0 | 84,3 | 2,3 | 1,3 | 0,5 | 0,1 | 16,2 |
| 1993/94      | Philadelphia 76ers | 27  | 23  | 33,4 | 48,1 | 66,7 | 80,9 | 3,1 | 2,2 | 0,5 | 0,0 | 16,8 |
| 1994/95      | Philadelphia 76ers | 19  | 19  | 34,7 | 50,7 | 39,3 | 86,4 | 2,9 | 1,5 | 0,8 | 0,0 | 18,4 |
| 1995/96      | Philadelphia 76ers | 25  | 3   | 16,3 | 39,4 | 31,3 | 92,3 | 1,3 | 0,8 | 0,5 | 0,0 | 6,2  |
| 1995/96      | Miami Heat         | 7   | 0   | 14,7 | 39,4 | —    | 83,3 | 1,1 | 1,0 | 0,4 | 0,0 | 4,4  |
| Carrière     | Carrière           | 905 | 755 | 32,8 | 48,4 | 26,8 | 87,1 | 2,6 | 2,4 | 0,6 | 0,1 | 19,0 |
| NBA All-Star | NBA All-Star       | 2   | 0   | 12,5 | 60,0 | 0,0  | —    | 1,5 | 3,0 | 0,5 | 0,0 | 6,0  |

### Play-offs
| Seizoen  | Team               | WG | WS | MPW  | 2P%  | 3P%  | FW%   | RPW | APW | SPW | BPW | PPW  |
| -------- | ------------------ | -- | -- | ---- | ---- | ---- | ----- | --- | --- | --- | --- | ---- |
| 1983/84  | Washington Bullets | 4  | —  | 17,8 | 46,2 | 0,0  | —     | 1,3 | 0,5 | 0,3 | 0,0 | 6,0  |
| 1984/85  | Washington Bullets | 4  | 4  | 31,5 | 48,2 | 33,3 | 76,9  | 1,5 | 2,0 | 1,3 | 0,0 | 16,3 |
| 1985/86  | Washington Bullets | 5  | 5  | 39,4 | 40,8 | 0,0  | 89,7  | 3,2 | 3,4 | 1,4 | 0,6 | 22,0 |
| 1986/87  | Washington Bullets | 3  | 3  | 35,0 | 37,0 | —    | 100,0 | 2,3 | 3,0 | 0,3 | 0,0 | 15,0 |
| 1987/88  | Washington Bullets | 5  | 5  | 39,8 | 51,5 | 0,0  | 75,7  | 3,4 | 2,2 | 1,0 | 1,0 | 25,6 |
| 1990/91  | Utah Jazz          | 9  | 9  | 39,0 | 49,3 | 0,0  | 91,7  | 3,9 | 3,2 | 1,0 | 0,1 | 20,7 |
| 1991/92  | Utah Jazz          | 16 | 16 | 38,1 | 48,7 | 33,3 | 86,1  | 2,4 | 1,9 | 0,5 | 0,1 | 20,7 |
| 1992/93  | Utah Jazz          | 5  | 5  | 30,0 | 44,6 | —    | 69,2  | 3,2 | 0,6 | 0,6 | 0,2 | 13,4 |
| Carrière | Carrière           | 51 | 47 | 35,5 | 47,0 | 16,7 | 85,2  | 2,8 | 2,2 | 0,8 | 0,2 | 18,7 |